# حجل
الحجل (الاسم العلمي: Perdix) (بالإنجليزية: Partridge)‏ هو طائر من فصيلة التدرجية وهي مصنفة تحت بند طيور العالم القديم المستوطنة، وهي طيور متوسطة الحجم يكون ما بين حجم طائر الدراج وطائر السلوى «السمان», يضع الحجل نحو عشرين بيضة ويبني عشه على الأرض بين الأحراش والشجيرات، كما يتميز بقلة طيرانه، ويتراوح طول هذا الطائر حسب نوع السلالة ما بين 24-34سم. تُسمَّى أُنثاه سِرِكَّة.

## بيئته
طائر مقيم في كل من آسيا وأفريقيا وأوروبا والشرق الأوسط في دول شرق المتوسط

## سلوكه
يعيش في جماعات صغيرة يجري على الأرض بسرعة كبيرة نسبياً وعندما يطير يصدر بأجنحته أصواتاً كالصفير ويتغذى على الحشرات والبذور والزهور البرية والأعشاب.
ينتمي الحجل إلى عائلة الدجاجيات التي تضم 48 جنساً، يعرف من أنواعها 221 نوعاً، تقطن كل مناطق العالم. من بين الأنواع الشائعة في العائلة، الدجاج الأهلي والدجاج الغيني المعروف بالدجاج الحبشي وكذلك القطا والتدرج والشنار والسمان والدراج ودجاج الماء، وهناك طيور مشابهة أخرى منتشرة في أرجاء المعمورة أهمها بالنسبة للصياد الحبارى.
الحجل طائر جميل من طيور الصيد المفضلة عند الصيادين وكغيره من الطيور، الذكور فيه أجمل من الإناث لوجود خطوط سود تمتد على الرأس فوق العينين وتوجد عدة أنواع من الحجل منها: الحجل الرملي والصخري والمغربي والنوبي والتهامي أو الفلسطيني والمصري.
تعد طيور الحجل أعشاشها على الأرض، والبيض مختلف العدد تحتضنه الإناث حتى التفقيس.
الحجل طائر ممتلئ الجسم يبلغ متوسط طوله نحو 30 سنتيمتراً، وهو يفضل الجري على الطيران لكنه عند الشعور بالخطر يطير بعيداً، وله قدرة كبيرة على التخفي والتمويه بين الصخور والأحراج، يساعد في ذلك لونه الرمادي والبني الذي لا يختلف عن لون البيئة المحيطة وعند الشعور بالخطر يصدر أصوات تحذير مميزة.
يعتبر الحجل صديقاً للبيئة فهو يتغذى على النباتات والحبوب ويخلص بيئة تواجده من الحشرات الضارة بالمزروعات ويعيش غالباً في أزواج ويكوّن أسراباً قبل موسم التكاثر وأثناء الموسم، وفي فصل الربيع خلال شهري آذار ونيسان من كل عام تضع أنثى الحجل نحو 15 بيضة في عش هو عبارة عن حفرة في الأرض تحت الشجيرات والأعشاب أو بالقرب منها.
وعلى الرغم من أن طيور الحجل هي غالباً مستوطنة إلا أن بعضها يهاجر في موسم الهجرة من مكان إلى آخر ويتعرّض الحجل كغيره من الطيور لعمليات الصيد الجائر في موطنه، إضافة إلى أنه عرضة لمخاطر تتهدده من الأعداء الطبيعيين، كالثعالب والقطط البرية والطيور الجارحة.

## أنواع الحجل
- حجل بربري Barbary Partridge المغرب الجزائر ليبيا .
- الحجل العربي Arabian Partridge في بلدان شبه الجزيرة العربية.
- الحجل الكردي Kew في كردستان

## اقرأ أيضا
- تطور الطيور